# Výrovice
Výrovice (en allemand : Wairowitz) est une commune du district de Znojmo, dans la région de Moravie-du-Sud, en République tchèque. Sa population s'élevait à 175 habitants en 2020.

## Géographie
Výrovice est arrosée par la Jevišovka, un affluent de la Dyje, et se trouve à 10 km au nord de Znojmo, à 47 km au sud-ouest de Brno et à 177 km au sud-est de Prague.
La commune est limitée par Němčičky et Mikulovice au nord, par Horní Dunajovice au nord-est, par Žerotice à l'est, par Tvořihráz au sud-est et au sud, et par Plaveč à l'ouest.

## Histoire
La première mention écrite du village date de 1299.